# Вила ди Кјавена
Вила ди Кјавена (итал. Villa di Chiavenna) је насеље у Италији у округу Сондрио, региону Ломбардија.
Према процени из 2011. у насељу је живело 1116 становника. Насеље се налази на надморској висини од 618 м.

## Становништво
| 1931. | 1936. | 1951. | 1961. | 1971. | 1981. | 1991. | 2001. | 2011. |
| ----- | ----- | ----- | ----- | ----- | ----- | ----- | ----- | ----- |
| 1.196 | 1.228 | 1.320 | 1.404 | 1.424 | 1.245 | 1.133 | 1.116 | 1.030 |